# Jeanne de Lusignan
Jeanne de la Marche ou Jeanne de Lusignan (v. 1263-5 déc. v. 1323), dame de Couhé et de Peyrat, est une aristocrate poitevine de la maison de Lusignan. Elle porte  également le nom de Jeanne de Joinville sur son sceau et contre-sceau,,,,.

## Biographie

### Famille
Jeanne est une fille cadette d'Hugues XII de Lusignan (av. 1241-ap.25 août 1270) comte de la Marche, d'Angoulême, seigneur de Lusignan (1250-1270) et de Jeanne de Fougères (av. 1242-ap. 1273), dame de Fougères et de Porhoët suo jure (1256-ap. 1273).
Jeanne a deux frères et trois sœurs : Hugues XIII le Brun (1259-1303), qui succède à leur père comme comte de la Marche et d'Angoulême (1270-1303), Yolande (1257-1314), Marie (v. 1265-ap.1312) comtesse de Sancerre, et Isabelle (v. 1267-1323) moniale à l'abbaye royale de Fontevraud et Guy (v. 1269-1308), dernier seigneur de Lusignan de la ligné.

#### Anthroponyme
Elle porte le prénom de sa mère, Jeanne de Fougères.

### Perte des possessions mélusines
En 1308, à la mort de leur frère Guy Ier de Lusignan, Jeanne et sa sœur Yolande deviennent cohéritières des comtés de la Marche et d'Angoulême. En mai 1309, les deux sœurs sont obligées de céder ces deux territoires au roi de France, Philippe IV le Bel, avec abandon des droits. En retour, le 18 janvier 1310, il est convenu qu'au décès de son oncle Guy de la Marche, Jeanne héritera à titre héréditaire des seigneuries et châteaux de Couhé et de Peyrat. De plus, elle se voit remettre la somme de 1 000 livres tournois de la part du roi,,. Philippe IV le Bel donne plus tard le comté de la Marche en apanage à son fils, le futur roi de France, Charles IV le Bel.

### Décès
Jeanne de Lusignan meurt un 5 décembre, probablement en 1323.

## Mariages et descendance
Jeanne se marie deux fois et devient successivement dame d'Albret (ap. 1275-1280), puis dame de Stanton Lacy (ap. 1280-av. 1292).

### Bernard EzIVd'Albret
Après 1275, Jeanne se marie d'abord à Bernard Ezi IV d'Albret (v. 1260-24 déc. 1280), fils d'Amanieu VI d'Albret (♰ 1270), seigneur d'Albret, et de Mathe de Bordeaux, dont elle a deux filles :
- Mathe d'Albret (v. 1275-ap. 1283), dame d'Albret (1280-v. 1283).

- Isabelle d'Albret, (v. 1276-1er déc. 1294), dame d'Albret (v. 1283-1294). Elle épouse le comte Bernard VI d'Armagnac, (v. 1270-1319)[17], fils de Géraud VI d'Armagnac (♰ 1280), comte d'Armagnac et vicomte de Fezensac. Leur mariage reste sans postérité.

Les morts successives de Mathe et d'Isabelle permettent à leur oncle, Amanieu VII d'Albret, de prendre le pouvoir sur toute la seigneurie d'Albret, sans que l'on connaisse les circonstances précises de cette mainmise.

### Pierre de Joinville
Veuve, Jeanne épouse en secondes noces, avant le 11 octobre 1284, Pierre de Joinville (v. 1255-1292),,,, fils de Geoffroy de Joinville, (1225/1233-21 oct. 1314), seigneur de Vaucouleurs, et de Mahaut de Lacy (v. 1230-1304).
Ils ont trois filles :
- Jeanne de Joinville (2 fév. 1286-1356), 2e baronne Geneville, suo jure, hérite des possessions et fiefs de son grand-père paternel, Geoffroy de Joinville. Elle devient par mariage, avec Roger Mortimer (25 avril 1287-29 nov. 1330), comtesse de March et baronne Mortimer. Roger Mortimer, comte de March, est de facto maître de l'Angleterre de 1327 à 1330. Ils eurent douze enfants, dont :
  - Geoffroy de Mortemer (v. 1308/1309-av. 5 mai 1376), puîné de la maison Mortimer, est désigné comme héritier des fiefs de Couhé[25] et de Peyrat. Il en porte les titres dès le 14 septembre 1323[26]. Il épouse Jeanne de Lezay, noble poitevine[27],[28], issue du sous lignage[29] de Lezay de la maison de Lusignan[30].
- Béatrix de Joinville (1287-?), nonne au prieuré d'Aconbury
- Maud de Joinville (4 août 1291-?), nonne au prieuré d'Aconbury.

## Sceaux et armoiries

### Sceau [1309-1310]
Avers : Navette, 45 × 30 mm,,,,,.
Description : Dame debout, légèrement de trois-quarts, sur un piédouche, portant une robe ample et longue et un manteau doublé de vair. Elle tient l'attache de son manteau de la main droite et porte un faucon de la gauche. À sa droite, un écu à trois broyes au chef chargé d'un lion issant (Joinville) ; à sa gauche, un écu burelé de quatorze pièces (Lusignan), le tout sur champ de feuillages.
Légende : …GILLVM IOH..NE DE GEYNV…
Légende transcrite : Sigillum Johanne de Geynville
Contre-sceau : Rond, 20 mm,,,,,.
Description : Écu parti de trois broyes au chef chargé d'un lion issant (Joinville) et burelé de quinze pièces (Lusignan).
Légende : ✠ S'IOHANNE DE GEYNVILE
Légende transcrite : Secretum Johanne de Geynville

### Armoiries [1309-1310]
| Blason | Blasonnement : Écu d'azur portant trois broyes d'or en fasce sous un chef d’argent chargé d’un lion issant de gueules Commentaires : Armoiries de Jeanne de Joinville, d'après les empreintes d'un sceau entre 1309 et 1310. |

Références,,,,,
| Blason | Blasonnement : Écu burelé d'argent et d'azur de quatorze pièces Commentaires : Armoiries de Jeanne de Joinville, d'après les empreintes d'un sceau entre 1309 et 1310. |

Références,,,,,
| Blason | Blasonnement : Écu mi-parti d'azur à trois broyes d'or au chef d’argent chargé d’un lion issant de gueules, et burelé d'argent et d'azur de seize pièces Commentaires : Armoiries de Jeanne de Joinville, d'après les empreintes d'un contre-sceau entre 1309 et 1310. |

Références,,,,

## Sources et bibliographie

### Sources sigillographiques
- SIGILLA : base numérique des sceaux conservés en France, « Jeanne de La Marche », Université de Poitiers. [lire en ligne]

- Sigillographie du Poitou jusqu'en 1515 : étude d'histoire provinciale sur les institutions, les arts et la civilisation d'après les sceaux, éd. François Eygun, Poitiers, Société des antiquaires de l'Ouest, 1938, no 453, p. 226 & pl. XVI.